# Gannon University

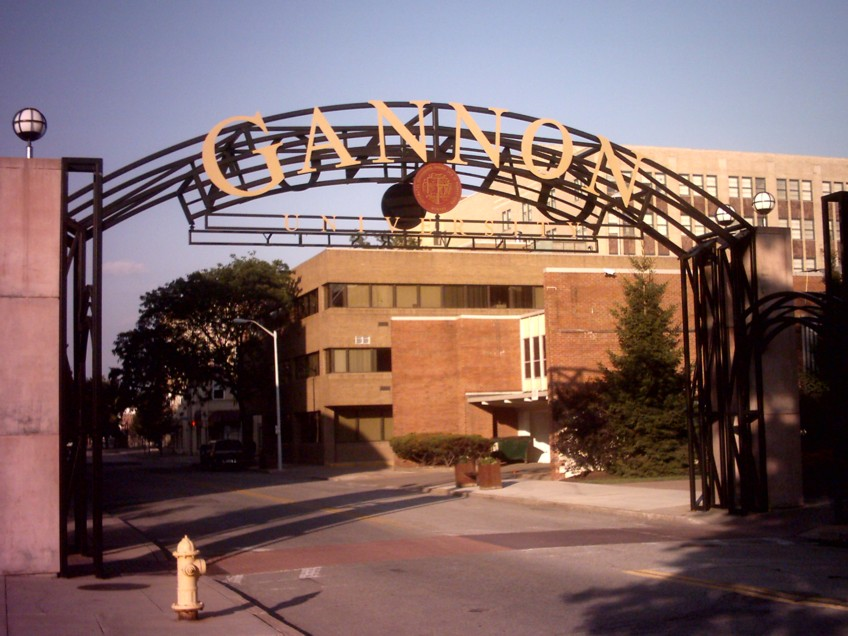
Entrée de l'université.

L'université Gannon est une université privée américaine située à Érié en Pennsylvanie. Cette université mixte accueille environ 4 500 étudiants. Sa devise est sanitas, scientia, sanctitas.

## Histoire
La Gannon University est d'abord fondée en 1933 en tant que collège universitaire de deux ans d'études pour jeunes gens par le diocèse d'Érié sous le nom de Cathedral College. En 1944, l'établissement devient le Gannon College of Arts and Sciences, nommé en honneur de l'évêque d'Érié, Mgr John Mark Gannon, et compte quatre ans  d'études. Il devient mixte en 1964 et obtient le statut d'université en 1979,.
L'établissement pour jeunes filles Villa Maria College, fondé par les Sœurs de Saint Joseph en 1925 fusionne avec l'université en 1989. Le Villa Maria School of Nursing garde le nom de l'institution originale.

## Organisation des études
L'université est organisée autour de trois collèges universitaires : le College of Engineering and Business, avec la Dahlkemper School of Business Administration; le collège des humanités (College of Humanities, Education and Social Sciences); et le Morosky College of Health Professions and Sciences.

## Fraternités
- Delta Kappa Epsilon
- Delta Sigma Phi
- Delta Chi
- Zeta Beta Tau
- Pi Kappa Alpha
- Tau Kappa Epsilon

## Sororités
- Alpha Gamma Delta
- Alpha Sigma Alpha
- Alpha Sigma Tau
- Sigma Sigma Sigma